# Campeonato nacional de Togo
El Campeonato nacional de Togo, también llamado Championnat National de Première Division, es la máxima categoría del fútbol profesional en Togo, se disputó por primera vez en 1961 y está administrada por la Fédération Togolaise de Football.
El equipo campeón obtiene la clasificación a la Liga de Campeones de la CAF.

## Equipos 2018-19

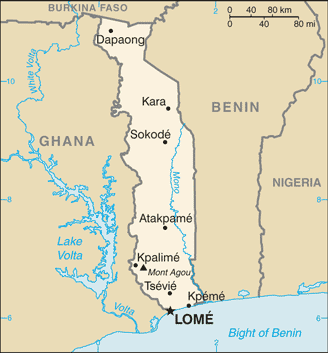
Togo.

| Club                   | Ciudad  |
| ---------------------- | ------- |
| AC Semassi             | Sokodé  |
| AS OTR                 | Lomé    |
| ASC Kara               | Kara    |
| Anges de Notsè         | Notsè   |
| AS Togo-Port           | Lomé    |
| ASKO Kara              | Kara    |
| Dynamic Togolais       | Lomé    |
| Foadan FC              | Dapaong |
| Gbikinti FC            | Bassar  |
| Gomido FC              | Kpalime |
| Maranatha FC           | Fiokpo  |
| US Koroki              | Tchamba |
| AS Gbohloé-Su des Lacs | Aného   |
| Sara Sport FC          | Bafilo  |

## Palmarés
| Temporada | Campeón                | Subcampeón             |
| --------- | ---------------------- | ---------------------- |
| 1961      | Étoile Filante du Togo |                        |
| 1962      | Étoile Filante du Togo |                        |
| 1963      | Campeón desconocido    | Campeón desconocido    |
| 1964      | Étoile Filante du Togo |                        |
| 1965      | Étoile Filante du Togo |                        |
| 1966      | CO Modèle de Lomé      |                        |
| 1967      | Étoile Filante du Togo |                        |
| 1968      | Étoile Filante du Togo |                        |
| 1969      | CO Modèle de Lomé      |                        |
| 1970      | Dynamic Togolais       |                        |
| 1971      | Dynamic Togolais       |                        |
| 1972      | CO Modèle de Lomé      |                        |
| 1973      | CO Modèle de Lomé      |                        |
| 1974      | Lomé I                 |                        |
| 1975      | Lomé I                 |                        |
| 1976      | Lomé I                 |                        |
| 1977      | Torneo no disputado    | Torneo no disputado    |
| 1978      | AC Semassi FC          |                        |
| 1979      | AC Semassi FC          |                        |
| 1980      | OC Agaza               |                        |
| 1981      | AC Semassi FC          |                        |
| 1982      | AC Semassi FC          |                        |
| 1983      | AC Semassi FC          |                        |
| 1984      | OC Agaza               |                        |
| 1985      | ASFOSA Lomé            |                        |
| 1986      | ASFOSA Lomé            |                        |
| 1987      | Doumbé FC              |                        |
| 1988      | ASKO Kara              |                        |
| 1989      | ASKO Kara              |                        |
| 1990      | Ifodjè Atakpamé        |                        |
| 1991      | Torneo no disputado    | Torneo no disputado    |
| 1992      | Étoile Filante du Togo |                        |
| 1993      | AC Semassi FC          | Gomido FC              |
| 1994      | AC Semassi FC          | ASKO Kara              |
| 1995      | AC Semassi FC          | Étoile Filante du Togo |
| 1996      | ASKO Kara              | Doumbé FC              |
| 1997      | Dynamic Togolais       | Étoile Filante du Togo |
| 1998      | Torneo no disputado    | Torneo no disputado    |
| 1999      | AC Semassi FC          |                        |
| 2000      | Torneo no finalizado   | Torneo no finalizado   |
| 2001      | Dynamic Togolais       | Maranatha FC           |
| 2002      | AS des Douanes de Lomé | Maranatha FC           |
| 2003–04   | Dynamic Togolais       | Maranatha FC           |
| 2004–05   | AS des Douanes de Lomé | Dynamic Togolais       |
| 2005–06   | Maranatha FC           | Étoile Filante du Togo |
| 2006–07   | ASKO Kara              | US Masséda             |
| 2008      | Torneo no disputado    | Torneo no disputado    |
| 2009      | Maranatha FC           | ASKO Kara              |
| 2010      | Torneo no disputado    | Torneo no disputado    |
| 2011–12   | Dynamic Togolais       | AS des Douanes de Lomé |
| 2013      | Anges FC de Notsè      | AS des Douanes de Lomé |
| 2014      | AC Semassi FC          | AS Togo-Port           |
| 2015      | Torneo no disputado    | Torneo no disputado    |
| 2016–17   | AS Togo-Port           | AC Semassi FC          |
| 2017–18   | US Koroki              | Gomido FC              |
| 2018–19   | ASC Kara               | Maranatha FC           |
| 2019–20   | ASKO Kara              | Unisport de Sokodé     |
| 2020–21   | ASKO Kara              | ASC Kara               |
| 2021–22   | ASKO Kara              | ASC Kara               |
| 2022–23   | ASKO Kara              | ASC Kara               |
| 2023–24   | ASKO Kara              | ASC Kara               |
| 2024–25   | ASC Kara               | AS Gbohloé-Su des Lacs |

## Títulos por club
| Club                          | Campeón | Años campeón                                               |
| ----------------------------- | ------- | ---------------------------------------------------------- |
| AC Semassi FC (Sokodé)        | 10      | 1978, 1979, 1981, 1982, 1983, 1993, 1994, 1995, 1999, 2014 |
| ASKO Kara                     | 9       | 1988, 1989, 1996, 2007, 2020, 2021, 2022, 2023, 2024       |
| Étoile Filante du Togo (Lomé) | 7       | 1961, 1962, 1964, 1965, 1967, 1968, 1992                   |
| Dynamic Togolais (Lomé)       | 6       | 1970, 1971, 1997, 2001, 2004, 2012                         |
| CO Modèle de Lomé             | 4       | 1966, 1969, 1972, 1973                                     |
| Lomé I                        | 3       | 1974, 1975, 1976                                           |
| OC Agaza                      | 2       | 1980, 1984                                                 |
| ASFOSA Lomé                   | 2       | 1985, 1986                                                 |
| AS des Douanes de Lomé        | 2       | 2002, 2005                                                 |
| Maranatha FC (Fiokpo)         | 2       | 2006, 2009                                                 |
| ASC Kara                      | 2       | 2019, 2025                                                 |
| Doumbé FC                     | 1       | 1987                                                       |
| Ifodjè Atakpamé               | 1       | 1990                                                       |
| Anges FC de Notsè             | 1       | 2013                                                       |
| AS Togo-Port                  | 1       | 2017                                                       |
| US Koroki                     | 1       | 2018                                                       |